# Sorges et Ligueux en Périgord
Sorges et Ligueux en Périgord – gmina we Francji, w regionie Nowa Akwitania, w departamencie Dordogne. Została utworzona 1 stycznia 2016 roku z połączenia dwóch wcześniejszych gmin: Ligueux oraz Sorges. Siedzibą gminy została miejscowość Sorges. W 2013 roku populacja wyżej wymienionych gmin wynosiła 1587 mieszkańców.